# Олджиховиці-Клодзькі
Олджиховиці-Клодзькі (пол. Ołdrzychowice Kłodzkie, нім. Ullersdorf) — село в Польщі, у гміні Клодзко Клодзького повіту Нижньосілезького воєводства.
Населення — 2309 осіб (2011).
У 1975-1998 роках село належало до Валбжиського воєводства.

## Демографія
Демографічна структура станом на 31 березня 2011 року:
|          | Загалом | Допрацездатний вік | Працездатний вік | Постпрацездатний вік |
| -------- | ------- | ------------------ | ---------------- | -------------------- |
| Чоловіки | 1050    | 189                | 754              | 107                  |
| Жінки    | 1259    | 199                | 711              | 349                  |
| Разом    | 2309    | 388                | 1465             | 456                  |